# Función sobreyectiva
En matemáticas, una función:
{\displaystyle {\begin{aligned}f:X&\longrightarrow Y\\x&\longmapsto f(x)\end{aligned}}}

Ejemplo de función sobreyectiva(no inyectiva): a todo elemento de Y le corresponde al menos uno de X

es sobreyectiva, epiyectiva, suprayectiva, suryectiva, exhaustiva, onto o subyectiva si está aplicada sobre todo el codominio, es decir,  cuando cada elemento de {\displaystyle Y} es la imagen de como mínimo un elemento de {\displaystyle X}. 
Formalmente,

{\displaystyle \forall y\in Y\quad \exists x\in X:\quad f(x)=y}

Para todo y de Y existe x de X, que cumple que la función: f de x es igual a y.

## Definición
Una función sobreyectiva es una función cuya imagen es igual a su codominio. Equivalentemente, una función {\displaystyle f} con dominio {\displaystyle X} y codominio {\displaystyle Y} es sobreyectiva si para cada {\displaystyle y} en {\displaystyle Y} existe al menos una {\displaystyle x} en {\displaystyle X} tal que {\displaystyle f(x)=y}.
Simbólicamente 
Si {\displaystyle f:X\to Y} entonces se dice que {\displaystyle f} es sobreyectiva si
{\displaystyle \forall \;y\in Y,\exists \;x\in X:f(x)=y}

### Notación
En ocasiones para denotar que una función {\displaystyle f:X\to Y} es sobreyectiva se utiliza la notación:
{\displaystyle f:X\twoheadrightarrow Y}

## Cardinalidad y sobreyectividad
Dados dos conjuntos {\displaystyle A} y {\displaystyle B}, entre los cuales existe una función sobreyectiva {\displaystyle f:A\to B}, se tiene que los cardinales cumplen:

{\displaystyle {\mbox{card}}(A)\geq {\mbox{card}}(B)}

Si además existe otra aplicación sobreyectiva {\displaystyle g:B\to A}, entonces puede probarse que existe una aplicación biyectiva entre {\displaystyle A} y {\displaystyle B}, por el teorema de Cantor-Bernstein-Schröder.